# Germaine de Staël

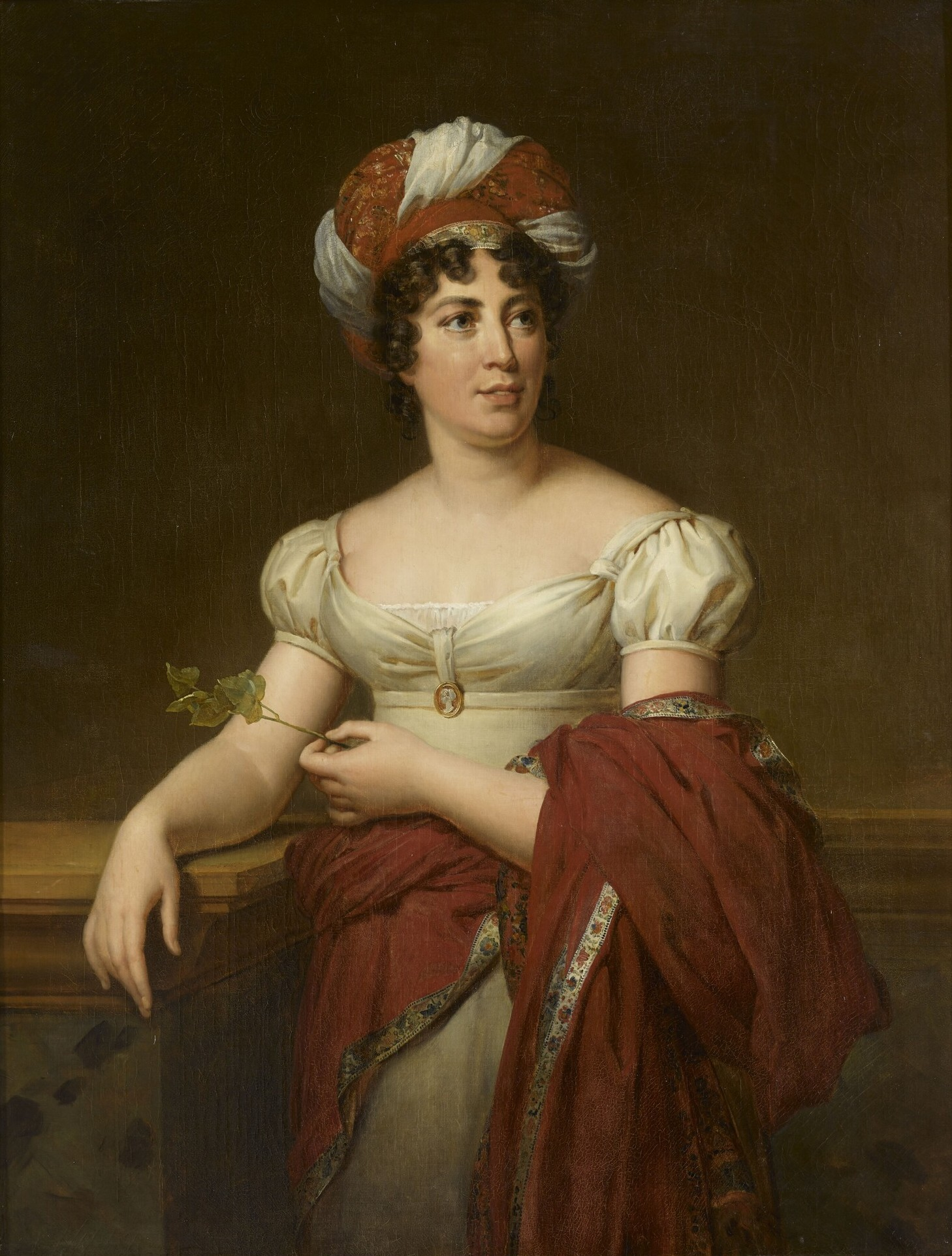
Germaine de Staël, Porträt von Marie Eléonore Godefroid nach François Gérard (1813). Germaine de Staëls Unterschrift:

Anne-Louise-Germaine Baronin von Staël-Holstein bzw. Madame de Staël [sta:l], geborene Necker (* 22. April 1766 in Paris; † 14. Juli 1817 ebendort), war eine aus der Republik Genf stammende französische Schriftstellerin. Sie gilt zugleich als Vorreiterin der Literatursoziologie und der vergleichenden Literaturwissenschaft. Ihr meistgelesenes Werk war De l’Allemagne („Über Deutschland“). Es hatte Einfluss auf das Bild vieler Franzosen über die deutschsprachigen Nachbarstaaten im 19. Jahrhundert.

## Leben und Schaffen

### Kindheit und Jugend

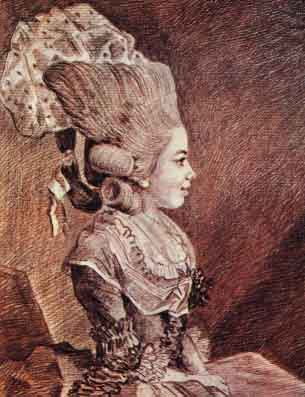
Germaine Necker im Alter von vierzehn Jahren, um 1780 (Louis Carmontelle)

Anne-Louise-Germaine Necker war das einzige Kind des Genfer Citoyens (Vollbürgers) Jacques Necker und der aus der damals bernischen Waadt (Schweiz) stammenden Suzanne Curchod. Sie wuchs in Paris auf, wo der Vater mit einem Genfer Kompagnon eine Bank aufgebaut hatte und später französischer Finanzminister (1777–1781) bzw. Finanzminister und Regierungschef (1788/89) wurde. Im Salon der Mutter lernte sie zahlreiche Autoren der Aufklärung kennen und entwickelte ihre vielfältigen Talente. Als Zehnjährige war sie erstmals länger in England. Schon früh versuchte sie sich literarisch; so verfasste sie mit zwölf Jahren eine Komödie. Fünfzehnjährig befasste sie sich eingehend mit Montesquieus De l’esprit des lois („Vom Geist der Gesetze“), das für ihre politische Orientierung bestimmend bleiben sollte. Über ihren Vater, der spätestens ab 1768 auf der Pariser politischen Bühne aktiv war, hatte sie früh Kontakt mit der Politik.

### Zeit der Revolution
1786 heiratete sie den 17 Jahre älteren schwedischen Botschafter in Paris Baron Erik Magnus Staël von Holstein, der schon acht Jahre vorher, noch als Botschaftsattaché, um ihre Hand angehalten hatte. Diese Ehe war von ihren Eltern arrangiert worden und war unglücklich. Germaine de Staël wurde von ihm am Königshof eingeführt und profitierte dort von ihrem Status als Botschaftergattin. Im Verlauf der 14-jährigen Ehe mit ihm – man trennte sich offiziell im Jahr 1800, kurze Zeit vor seinem Tod 1802 – bekam Madame de Staël vier Kinder, deren erstes, Gustavine (geb. 1787), zweijährig starb und deren letztes, Albertine (geb. 1797), außerehelich gezeugt worden war. Während ihrer Ehe hatte sie 1788 einen ersten längerzeitigen Geliebten, den Grafen de Narbonne. Darüber hinaus lebte sie oft fern von ihrem Mann auf längeren Reisen oder in der Verbannung.
Im Jahre 1788 ließ sie ein erstes, kürzeres Werk drucken: die 1786 begonnenen, teils apologetisch-bewundernden, teils kritischen Lettres sur le caractère et les écrits de Jean-Jacques Rousseau („Briefe über den Charakter und die Schriften von Jean-Jacques Rousseau“). Die beiden 1786 und 1787 verfassten Dramen, Sophie, ou les sentiments secrets („Sophie, oder Die geheimen Empfindungen“) und Jane Gray, publizierte sie erst 1790, die 1786 verfasste Novelle Zulma schließlich 1794.
1789 sympathisierte Madame de Staël, wie so viele liberale Adelige und Großbürger, zunächst mit der Revolution. Ihr Salon war ein Treffpunkt der gemäßigten Revolutionäre, und große Teile der ersten Verfassung von 1791 wurden unter ihren Augen ausgearbeitet. Auch in der Folgezeit versuchte sie den Gang der Dinge mitzubestimmen, und zwar direkt über eine jedoch nicht sehr umfängliche publizistische Tätigkeit und indirekt über die Einflussnahme auf einflussreiche Männer, wie Narbonne, der 1790/91 kurze Zeit Kriegsminister war. Im Jahr 1790 bekam sie ihr zweites Kind, Auguste.

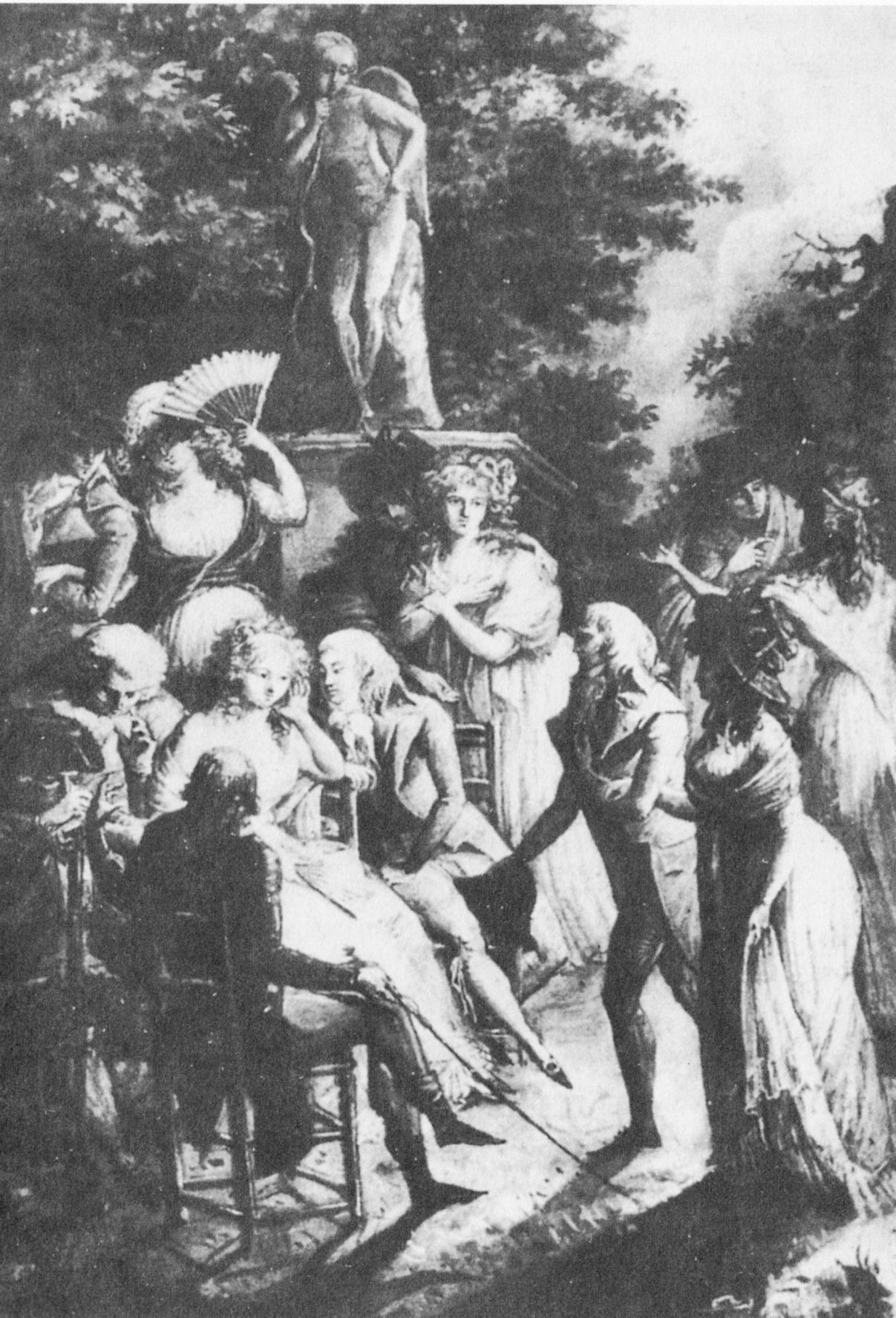
Vortrag von Madame de Staël im Coppet-Kreis (nach Louis-Philibert Debucourt)

Als die Revolution sich 1792 zunehmend radikalisierte und die Gemäßigten ins politische Abseits und bald als Dissidenten auch in Todesgefahr gerieten, versuchte Madame de Staël im Juli, die königliche Familie zur Flucht aus Paris zu bewegen, was die Königin jedoch ablehnte. Sie selbst floh im September auf ihr Schlösschen in Coppet (Schweiz), wo sie wenig später ihr drittes Kind, Albert, bekam. Schloss Coppet, das ihr Vater 1784 gekauft hatte, diente ihr von nun an immer wieder als Zufluchtsort für kürzere oder längere Aufenthalte. Hierbei beherbergte sie häufig auch andere Flüchtlinge und empfing Besuche von bedeutenden Zeitgenossen, z. B. Chateaubriand oder Lord Byron.
Anfang 1793, kurz nach der Geburt von Albert, ging sie für mehrere Monate nach England. Dort traf sie sich mit französischen Emigranten, unter anderem Narbonne, und begann die größere philosophisch-politologische Schrift De l’influence des passions sur le bonheur des individus et des nations („Vom Einfluss der Leidenschaften auf das Glück der Individuen und der Nationen“), die 1796 gedruckt wurde. Im September 1793 setzte sie sich mit der Broschüre Réflexions sur le procès de la Reine („Überlegungen zum Prozess gegen die Königin“) vergeblich für Marie-Antoinette ein.
1794 lernte sie in Coppet den verheirateten, aber von seiner Frau getrennt lebenden Publizisten und Literaten Benjamin Constant kennen. Mit ihm unterhielt sie anschließend eine langjährige aufreibende Beziehung, wobei der etwas jüngere Constant einerseits von ihrer Genialität und Vitalität fasziniert war, sich andererseits aber immer wieder aus ihrem Bann zu befreien versuchte. Im Frühjahr 1795 brachte Mme de Staël ihre erste Buchpublikation heraus: einen Sammelband mit vermischten Schriften, darunter ein literaturtheoretischer Essai sur les fictions und zwei Novellen. Ebenfalls in Genf erschien damals ihre Broschüre Réflexions sur la paix, adressées à M. Pitt et aux Français („Gedanken über den Frieden, gerichtet an Herrn Pitt und die Franzosen“).
Nach dem Sturz Robespierres im Juli 1794 und dem Ende der Schreckensherrschaft kehrte sie im Mai 1795 zusammen mit Constant nach Paris zurück. Während er eine Karriere als vielbeachteter politischer Redner und Publizist begann, der 1799 kurzzeitig auch in der hohen Politik mitmischte, wurde sie schon im Oktober von den neuen Machtinhabern des Direktoriums verdächtigt, Sympathisantin eines Aufstandes königstreuer Kräfte gewesen zu sein. Sie wurde aus Paris verbannt und durfte erst Ende 1796 zurückkehren. Im Anschluss initiierte sie Treffen einer intellektuellen konservativen Elite im Hôtel de Salm. Der Salmklub genannte Zirkel bot auch für ihren Dauergeliebten Constant die Möglichkeit der politischen Betätigung.
1797 brachte sie im Juni in Paris ihr viertes Kind zur Welt, Albertine, deren Vater vermutlich Constant war. Ende des Jahres lernte sie Napoleon Bonaparte kennen, der sich nach seinem siegreichen Italienfeldzug anschickte, in die Politik einzusteigen, und den sie, zusammen mit Constant, zunächst unterstützte. Gegenliebe jedoch erfuhr sie nicht, und als sie sich 1798, bei einer weiteren Begegnung, gegen eine Intervention Frankreichs zugunsten der Helvetischen Revolution aussprach, fiel sie endgültig in Ungnade bei ihm. Spätestens nach dem Staatsstreich 1799 ging sie ihrerseits in Opposition zu ihm und wurde zu einem Eckpfeiler des Widerstands gegen sein zunehmend diktatorisches Regime.

### Zeit des Empire

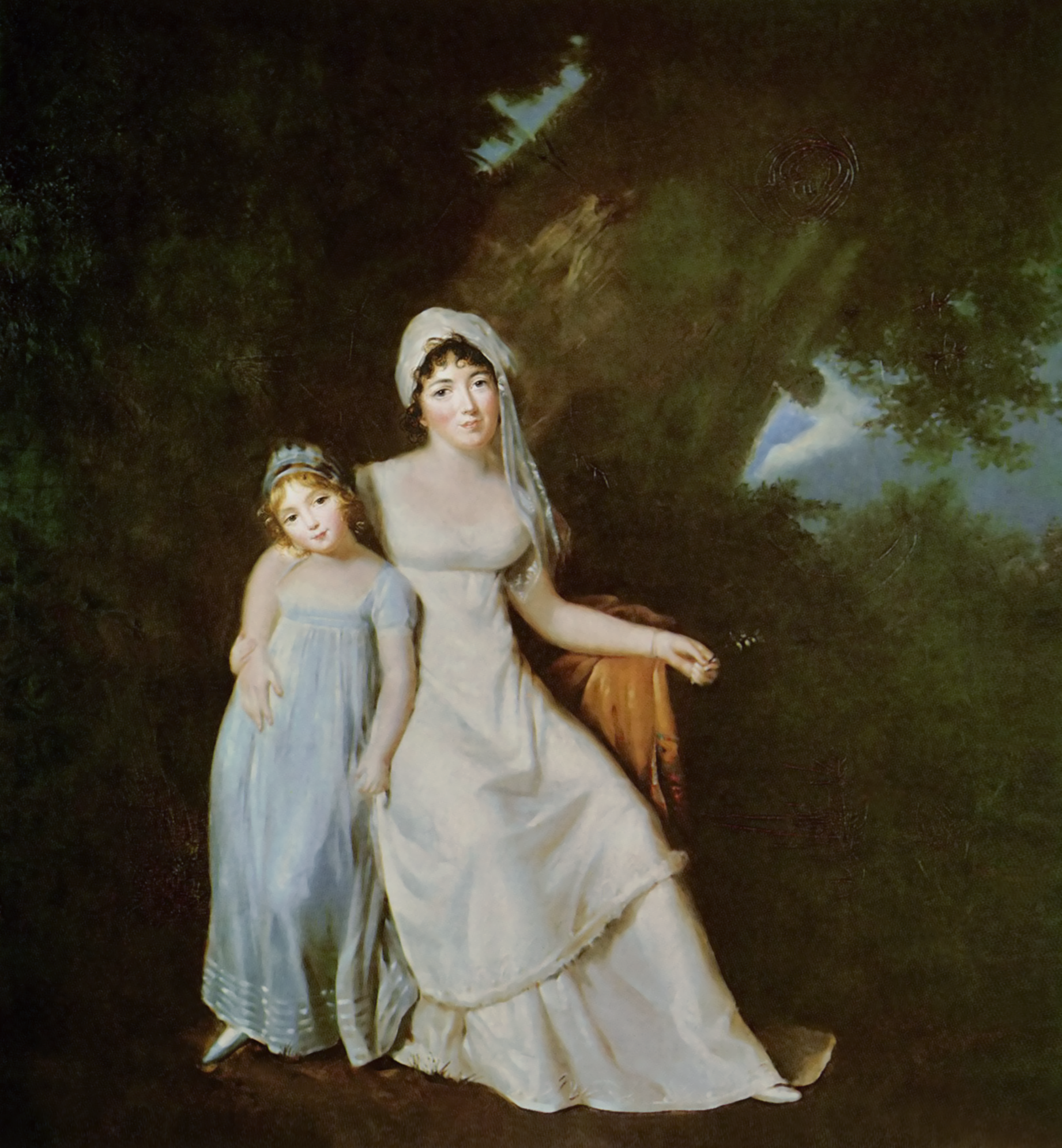
Madame de Staël mit ihrer Tochter Albertine, um 1805 (Marguerite Gérard)

Nach zwei unsteten, in Paris, Coppet und auf Reisen verbrachten Jahren publizierte sie im April 1800 die bedeutende Abhandlung De la littérature considérée dans ses rapports avec les institutions sociales („Über die Literatur in ihren Verhältnissen mit den gesellschaftlichen Einrichtungen und dem Geiste der Zeit“). Hierin formuliert sie als eine der ersten die Theorie, dass literarische Werke durch das konkrete Umfeld, in dem sie entstehen, geprägt sind, worunter sie sinnfälligerweise vor allem die jeweiligen gesellschaftlichen Verhältnisse verstand, jedoch auch die klimatischen und geographischen sowie sonstige äußere Bedingungen. In diesem Sinne rief sie die quasi zwischen Nord- und Südeuropa platzierten französischen Literaten auf, sich nicht mehr nur von der heidnischen mediterranen Kultur der Antike inspirieren zu lassen, sondern auch von einer christlich-germanisch geprägten Kultur des mittelalterlichen Mittel- und Nordeuropas. Hiermit wies sie der beginnenden Romantik den Weg. Sie selbst begann, in Konsequenz ihrer Einsichten, Deutsch zu lernen und sich mit der deutschen Kultur zu befassen.
1802 erschien ihr erstes längeres erzählendes Werk, der teils in Coppet, teils in Paris entstandene Briefroman Delphine. Im Mittelpunkt steht eine für die damalige Zeit emanzipierte Frau, die ihr Glück mit dem Mann, den sie liebt und der sie ebenfalls liebt, nicht findet, weil er sich in einer Krisensituation von ihr abwendet, eine andere Frau heiratet und danach nicht die Kraft aufbringt, sich aus dieser Ehe zu lösen. Der Roman spiegelt sichtlich die Enttäuschung Mme de Staëls gegenüber Constant wider, der, als sie verwitwet und frei war, sich nicht von einer Geliebten trennen und zur Heirat mit ihr durchringen konnte.

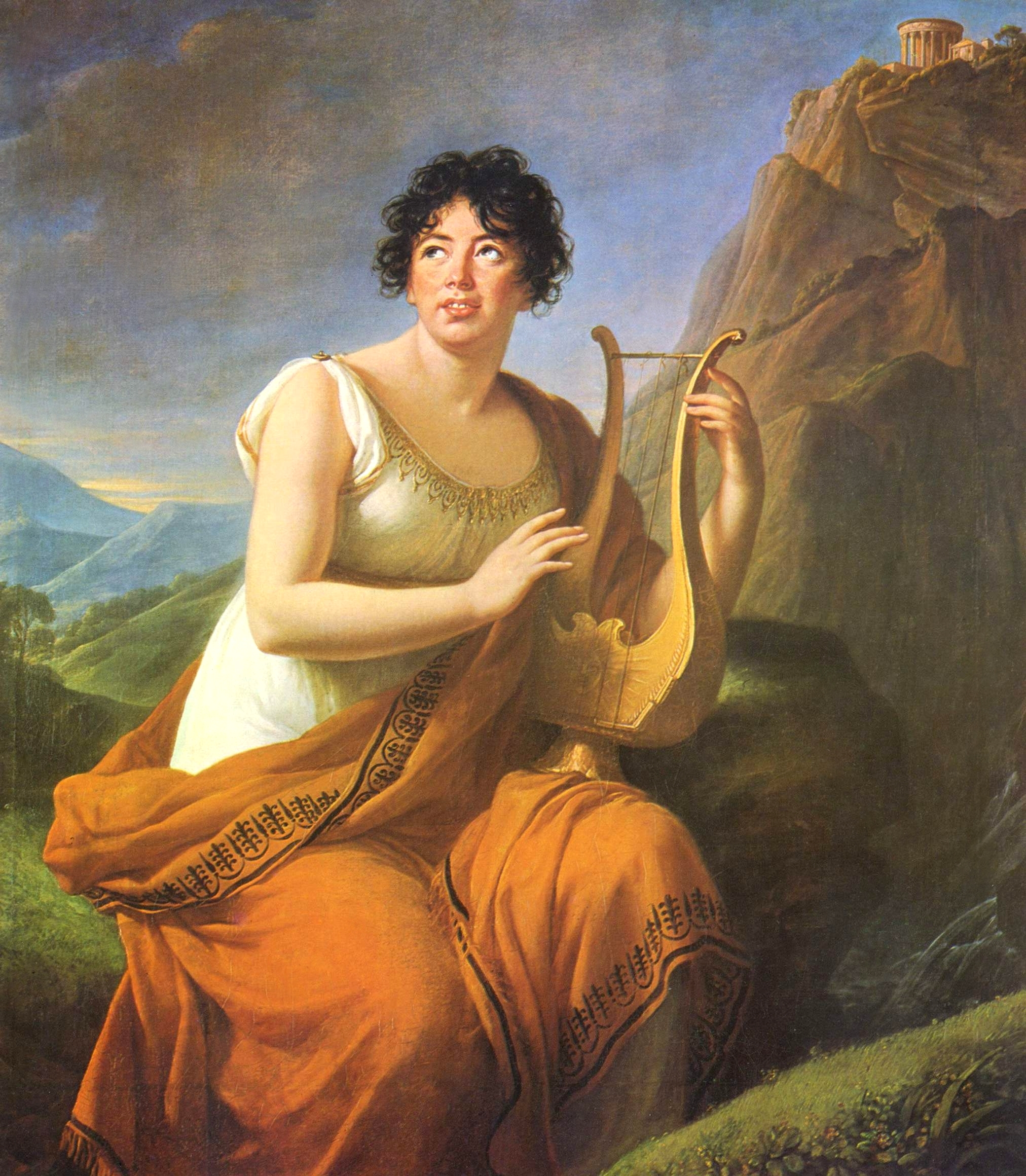
Madame de Staël als Corinne am Kap Misenum, 1808 (Élisabeth Vigée-Lebrun)

Da Madame de Staël sich 1802 an Umtrieben gegen Napoléon beteiligt hatte, wurde ihr im Dezember der Aufenthalt in Paris untersagt. Als das Verbot im Oktober 1803 auf das Pariser Umland ausgedehnt wurde, unternahm sie, z. T. begleitet von Constant, eine halbjährige Reise durch Deutschland. Erste Station war im Winter Weimar, wo sie u. a. Wieland, Schiller und Goethe traf. An ihre nächste Station im darauf folgenden Frühjahr erinnert eine Inschrift im Berliner Roten Rathaus: „Dem Schauspiel, das Berlin gewährte, kam in Deutschland kein anderes gleich. Berlin kann sich als ein Brennpunkt der Aufklärung und des Lichtes betrachten. Wissenschaften und Künste sind im Flor.“ Hier lernte sie, neben vielen anderen Intellektuellen, den Literaturkritiker und -historiker August Wilhelm Schlegel kennen, den sie als Mentor für sich selbst sowie als Hauslehrer für ihre Kinder gewann.
Ende 1804 trat sie zusammen mit Schlegel eine mehrmonatige Italienreise an. Dieser inspirierte sie zu ihrem zweiten, sehr erfolgreichen Roman, Corinne ou l’Italie („Corinna oder Italien“), der 1805/1806 entstand und 1807 erschien. Er zeigt eine vitale literatur- und kunstbegeisterte Frau, deren Liebe zu einem zunächst zwar gutwilligen und scheinbar seelenverwandten Mann scheitert, weil er ihre Emanzipiertheit letztlich nicht verkraftet und es vorzieht, eine weniger herausfordernde und auffällige Frau zu ehelichen. Auch Corinne ist sicher noch ein Reflex der Enttäuschungen, die Mme de Staël durch den wankelmütigen Constant erlitten hatte, von dem sie sich 1805, nach einem unverhofften Heiratsantrag seinerseits, endgültig trennte.
1807 begann sie ihr meistgelesenes und auf Dauer wirksamstes Buch, De l’Allemagne („Über Deutschland“), für das sie im Winter 1807/1808 in Wien nach ihrer ersten Deutschlandreise 1803/1804 weitere Informationen und Anregungen sammelte und in das auch ihr Briefwechsel mit dem in Deutschland lebenden Gelehrten Charles de Villers prägend mit einfloss.

### Letzte Jahre

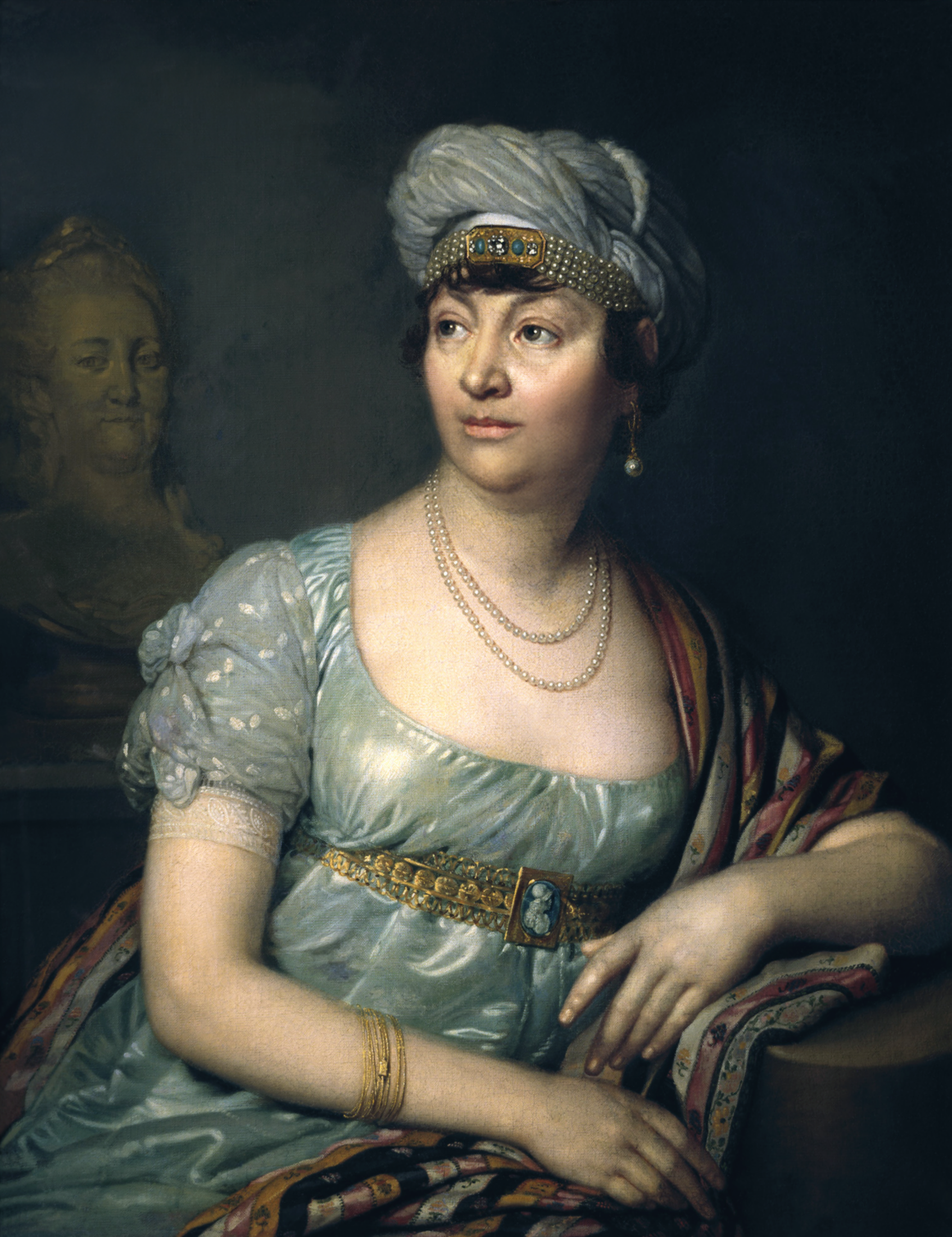
Madame de Staël um 1812 (Wladimir Borowikowski)

De l’Allemagne wurde 1810 fertiggestellt, jedoch sofort nach dem Druck von der napoleonischen Zensur verboten, samt Manuskript konfisziert und eingestampft. Denn es zeigte den Franzosen ein stark idealisiertes Deutschland als Kontrast und teilweise auch als Vorbild für ihr militaristisches und zentralistisches, von Napoleon diktatorisch regiertes und mundtot gemachtes eigenes Land. Das Bild eines regional vielfältigen musik-, philosophie- und literaturbegeisterten, gefühls- und phantasiebetonten, mittelalterlich-pittoresken, allerdings auch etwas rückständigen und harmlosen Deutschlands, das Madame de Staël so entwarf, sollte nach 1815 jahrzehntelang die Sicht der französischen Eliten prägen, verbunden mit der Bezeichnung Deutschlands als „Land der Dichter und Denker“.
Die Jahre 1810/1812 verbrachte Mme de Staël überwiegend in Coppet, wo sie praktisch unter Hausarrest stand. Bei einem Aufenthalt im nahen Genf verliebte sich ein jüngerer kriegsversehrter Offizier in sie, John Rocca, von dem sie 1812 ein fünftes Kind, Louis Alphonse, bekam und den sie 1816 heimlich heiratete. In Coppet begann sie 1811 ihre Memoiren zu schreiben, die aber erst postum als Dix années d’exil („Zehn Jahre Exil“) erschienen. Daneben arbeitete sie an weiteren Schriften.
Im Mai 1812 kurz nach der letzten Entbindung brach sie unerlaubt zu einer langen Reise auf, die sie offenbar als Propagandamission gegen Napoleon verstand, der gerade auf dem Höhepunkt seiner Macht war. Über Österreich, das 1809 widerwillig napoleonischer Satellitenstaat geworden war, reiste sie nach Russland, das ebenfalls widerwillig Frieden geschlossen hatte, aber während ihrer Anwesenheit von Napoleons Truppen überfallen wurde. Als Mitteleuropa sich daraufhin in einen Kriegsschauplatz verwandelte, ging sie ins neutrale Schweden, in dessen Armee ihr Sohn Albert Offizier war. Hier verbrachte sie als Gast des Kronprinzen Karl Johann den Winter und versuchte, gegen Napoleon Stimmung zu machen.
Aus Schweden reiste sie im Mai 1813 nach London, wo sie bald nach ihrer Ankunft die Nachricht erhielt, dass Albert in einem Duell ums Leben gekommen war. In London blieb sie kriegsbedingt fast ein Jahr. Sie ließ ihr Buch De l’Allemagne drucken, von dem Schlegel einen Satz Korrekturfahnen gerettet hatte, und begann ihre Schrift Considérations sur les principaux événements de la Révolution française („Betrachtungen über die Hauptereignisse der Französischen Revolution“, gedruckt 1818). Zugleich war sie Mittelpunkt eines regen gesellschaftlichen Lebens.
Noch mehr Aufmerksamkeit erlangte sie in Paris, als sie im Mai 1814 nach der Niederlage und Abdankung Napoleons dorthin zurückkehrte und wie eine Fürstin Hof hielt. Während der Herrschaft der Hundert Tage vom März bis Juni 1815 zog sie sich einmal mehr nach Coppet zurück. Im September ging sie wieder nach Paris und schloss sich demonstrativ dem neuen König, Ludwig XVIII., an. Zum Dank erhielt sie von ihm die zwei Millionen Francs erstattet, die sein älterer Bruder, Ludwig XVI., während der Revolutionszeit von ihrem Vater geliehen hatte.
1816 verheiratete sie in Pisa ihre Tochter Albertine mit dem Herzog Achille-Léon-Victor de Broglie und wurde damit zur Stammmutter einer Reihe bedeutender französischer Persönlichkeiten dieses Namens. Im Februar 1817 erlitt sie knapp 51-jährig in Paris einen Schlaganfall, der sie halbseitig lähmte und im Juli desselben Jahres ihren Tod bewirkte. An ihrem Sterbebett war neben dem Schweizer Chirurgen Louis Jurine der deutsche Mediziner Michael Friedländer zugegen. Die erste Gesamtausgabe der Werke Germaine de Staëls erschien 1820–1821, herausgegeben durch ihren Sohn im Verlag Treuttel & Würtz.

## Rezeption
Im Tafelservice berühmter Frauen von Vanessa Bell und Duncan Grant von 1934 ist ihr ein Teller gewidmet.

## Werke
- Journal de Jeunesse, 1785.

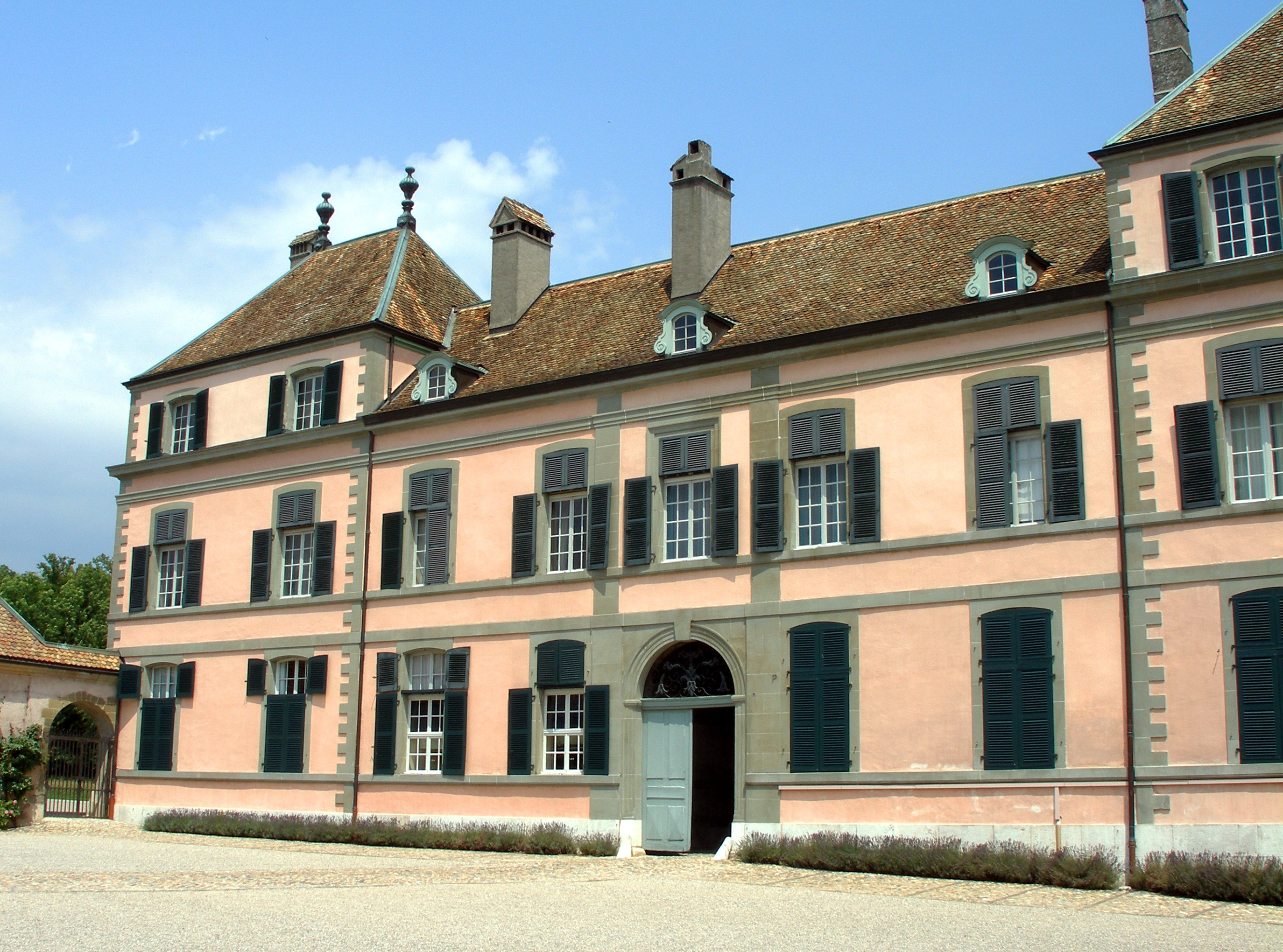
Schloss Coppet am Genfersee, Wohnsitz von Madame de Staël

- Sophie ou les sentiments secrets (Stück in drei Akten und in Versen), 1786 (veröffentlicht 1790).
- Jane Gray (Tragödie in fünf Akten und in Versen), 1787 (veröffentlicht 1790).
- Lettres sur les ouvrages et le caractère de J.-J. Rousseau, 1788 (erweiterte Neuausgabe 1789).
- Éloge de M. de Guibert.
- À quels signes peut-on reconnaître quelle est l’opinion de la majorité de la nation?
- Réflexions sur le procès de la Reine, 1793.
- Zulma : fragment d’un ouvrage, 1794.
- Réflexions sur la paix adressées à M. Pitt et aux Français, 1795.
- Réflexions sur la paix intérieure.
- Recueil de morceaux détachés (enthält: Épître au malheur ou Adèle et Édouard, Essai sur les fictions und die Novellen Mirza ou lettre d’un voyageur, Adélaïde et Théodore sowie Histoire de Pauline), 1795.
- De l’influence des passions sur le bonheur des individus et des nations, 1796.
- Des circonstances actuelles qui peuvent terminer la Révolution et des principes qui doivent fonder la République en France.
- De la littérature considérée dans ses rapports avec les institutions sociales, 1800.
- Delphine, 1802.
- Du caractère de M. Necker et de sa vie privée, 1804.
- Épîtres sur Naples.
- Corinne ou l’Italie, 1807.
- Agar dans le désert.
- Geneviève de Brabant.
- La Sunamite.
- Le Capitaine Kernadec ou sept années en un jour (Komödie in zwei Akten und in Prosa).
- La Signora Fantastici.
- Le Mannequin (Komödie).
- Sapho, 1811.
- De l’Allemagne (druckreif 1810, veröffentlicht 1813). Digitalisat
- Réflexions sur le suicide, 1813.
- De l’esprit des traductions.
- Considérations sur les principaux événements de la Révolution française, depuis son origine jusques et compris le 8 juillet 1815, 1818 (posthum).
- Œuvres complètes de Mme la Bonne de Staël, publiées par son fils, précédées d’une notice sur le caractère et les écrits de Mme de Staël, par Mme Necker de Saussure, 17 Bände, 1820/21 (Digitalisat).
- Dix années d’exil, 1821 (posthum).
- Essais dramatiques, 1821 (posthum).

### Übersetzungen
Vgl. Kindlers neues Literatur Lexikon (2. Auflage), 1988, Bd. 15.
- Versuch über die Dichtungen, 1796 (Übersetzung von Goethe in den Horen).
- Delphine oder das verliebte Gespenst, Leipzig 1800/1801; weitere Ausgaben.
- Über die Literatur in ihren Verhältnissen mit den gesellschaftlichen Einrichtungen und dem Geiste der Zeit, hrsg. von K. G. Schreiter, 2 Teile, Leipzig 1804.
- Corinna oder Italien, Berlin 1807/08, hrsg. von Friedrich Schlegel; weitere Ausgaben.
- Über Deutschland. Insel-TB, Frankfurt ISBN 3-458-32323-6; zahllose deutsche Ausgaben ab 1814.
- Memoiren. Die Demaskierung Napoléons. Hrsg. Ulrich Taschow, Avox, Leipzig 2011, ISBN 3-936979-03-0.
- Betrachtungen über den Selbstmord, hrsg. und mit Anmerkungen versehen von Gottfried Mühlhof, Saldenburg 2014, ISBN 978-3-9815841-1-0.
- Rettet die Königin! Aufruf zur Verteidigung von Marie-Antoinette und andere Dokumente zur französischen Revolution. Übersetzung und Nachwort Ruth Schirmer. Manesse Bücherei 22, Zürich 1989, ISBN 3-7175-8147-3.

## Mehrsprachige Ausgaben
- Historische Nachricht über Lady Jane Grey / Notice sur Lady Jane Grey / A short account of Lady Jane Grey . Mehrsprachige Ausgabe Deutsch/Englisch/Französisch. Aus dem Französischen von Fr. Gleich. Englische Fassung: Hrsg. J. G. Barnard. Calambac Verlag, Saarbrücken, 2020. ISBN 978-3-943117-10-3.